# Дунівська сільська рада
Ду́нівська сільська́ ра́да — адміністративно-територіальна одиниця та орган місцевого самоврядування в Заліщицькому районі Тернопільської області. Адміністративний центр — село Дунів.

## Загальні відомості
- Територія ради: 20,73 км²
- Населення ради: 1 416 осіб (станом на 2001 рік)

## Населені пункти
Сільській раді були підпорядковані населені пункти:
- с. Дунів
- с. Вигода
- с. Щитівці

## Склад ради
Рада складалася з 16 депутатів та голови.
- Голова ради: Гнатишин Василь Іванович
- Секретар ради: Швець Ольга Михайлівна

### Керівний склад попередніх скликань
| Прізвище, ім'я, по батькові | Основні відомості                                                 | Дата обрання | Дата звільнення |
| --------------------------- | ----------------------------------------------------------------- | ------------ | --------------- |
| Гнатишин Василь Іванович    | Сільський голова, 1958 року народження, освіта вища, безпартійний | 26.03.2006   | 31.10.2010      |
| Гнатишин Василь Іванович    | Сільський голова, 1958 року народження, освіта вища, безпартійний | 31.10.2010   |                 |

Примітка: таблиця складена за даними сайту Верховної Ради України

### Депутати
За результатами місцевих виборів 2010 року депутатами ради стали:

#### За суб'єктами висування
| Суб'єкт висування                                   | Кількість обраних депутатів | %    |
| --------------------------------------------------- | --------------------------- | ---- |
| Самовисування                                       | 15                          | 93,8 |
| Політична партія Всеукраїнське об'єднання «Свобода» | 1                           | 6,3  |

#### За округами
| № округу                                            | Прізвище, ім'я, по батькові | Дата визнання обраним | Освіта             | Партійна приналежність                    | Відомості про обраного депутата                       |
| --------------------------------------------------- | --------------------------- | --------------------- | ------------------ | ----------------------------------------- | ----------------------------------------------------- |
| Політична партія Всеукраїнське об'єднання «Свобода» |                             |                       |                    |                                           |                                                       |
| 3                                                   | Прохорчук Іван Васильович   | 03.11.2010            | середня спеціальна | член Всеукраїнського об'єднання «Свобода» | ТзОВ «Добробут», різноробочий                         |
| Самовисування                                       |                             |                       |                    |                                           |                                                       |
| 1                                                   | Макух Марія Андріївна       | 03.11.2010            | середня спеціальна | позапартійна                              | Дунівська загальноосвітня школа І-ІІ ст., бібліотекар |
| 2                                                   | Шевчук Галина Іванівна      | 03.11.2010            | середня спеціальна | позапартійна                              | Дунівська ЛА, медпрацівник                            |
| 4                                                   | Макух Мирон Максимович      | 03.11.2010            | середня            | позапартійний                             | пенсіонер                                             |
| 5                                                   | Чернічка Орися Дмитрівна    | 03.11.2010            | середня спеціальна | позапартійна                              | пенсіонер                                             |
| 6                                                   | Галущак Іван Миколайович    | 03.11.2010            | середня            | позапартійний                             | ТзОВ «Добробут», різноробочий                         |
| 7                                                   | Шевчук Павло Михайлович     | 03.11.2010            | середня спеціальна | позапартійний                             | приватний підприємець                                 |
| 8                                                   | Верхола Наталія Іванівна    | 03.11.2010            | вища               | позапартійна                              | тимчасово не працює                                   |
| 9                                                   | Бричка Володимир Михайлович | 03.11.2010            | середня спеціальна | позапартійний                             | тимчасово не працює                                   |
| 10                                                  | Швець Ольга Михайлівна      | 03.11.2010            | вища               | позапартійна                              | Дунівська сільська рада, секретар ради                |
| 11                                                  | Орищук Мирослав Михайлович  | 03.11.2010            | середня спеціальна | позапартійний                             | тимчасово не працює                                   |
| 12                                                  | Мандзюк Михайло Іванович    | 03.11.2010            | середня спеціальна | позапартійний                             | Районний центр зайнятості, охоронець                  |
| 13                                                  | Ленгель Михайло Васильович  | 03.11.2010            | середня спеціальна | позапартійний                             | тимчасово не працює                                   |
| 14                                                  | Косарик Михайло Федорович   | 03.11.2010            | середня спеціальна | позапартійний                             | тимчасово не працює                                   |
| 15                                                  | Рибух Ярослава Ярославівна  | 03.11.2010            | вища               | позапартійна                              | Касперівська загальноосвітня школа І-ІІІст, вчитель   |
| 16                                                  | Нагуляк Іван Васильович     | 03.11.2010            | вища               | позапартійний                             | Касперівська загальноосвітня школа І-ІІІст, вчитель   |